# 91429 Мікелебіанда
91429 Мікелебіанда (91429 Michelebianda) — астероїд головного поясу, відкритий 30 серпня 1999 року.
Тіссеранів параметр щодо Юпітера — 3,291.